# (12802) Hagino
(12802) Hagino (1995 XD1) – planetoida z pasa głównego asteroid okrążająca Słońce w ciągu 3,76 lat w średniej odległości 2,42 j.a. Odkryta 15 grudnia 1995 roku.